# مارك ديفيس (لاعب كرة قاعدة أمريكي)
مارك ديفيس (بالإنجليزية: Mark Davis)‏ هو لاعب كرة قاعدة أمريكي، ولد في 19 أكتوبر 1960 في ليفيرموري في الولايات المتحدة.

## وصلات خارجية
- مارك ديفيس (لاعب كرة قاعدة أمريكي) على موقع دوري كرة القاعدة الرئيسي (الإنجليزية)
- مارك ديفيس (لاعب كرة قاعدة أمريكي) على موقعبيزبول رفرنس.كوم (الدوري الرئيسي) (الإنجليزية)
- مارك ديفيس (لاعب كرة قاعدة أمريكي) على موقعبيزبول رفرنس.كوم (الدوري الثانوي) (الإنجليزية)
- مارك ديفيس (لاعب كرة قاعدة أمريكي) على موقع إي إس بي إن.كوم (أم.أل.بي) (الإنجليزية)
- مارك ديفيس (لاعب كرة قاعدة أمريكي) على موقع مشجعي الرسوم البيانية (الإنجليزية)